# Projekt Języka Włoskiego Dante Alighieri

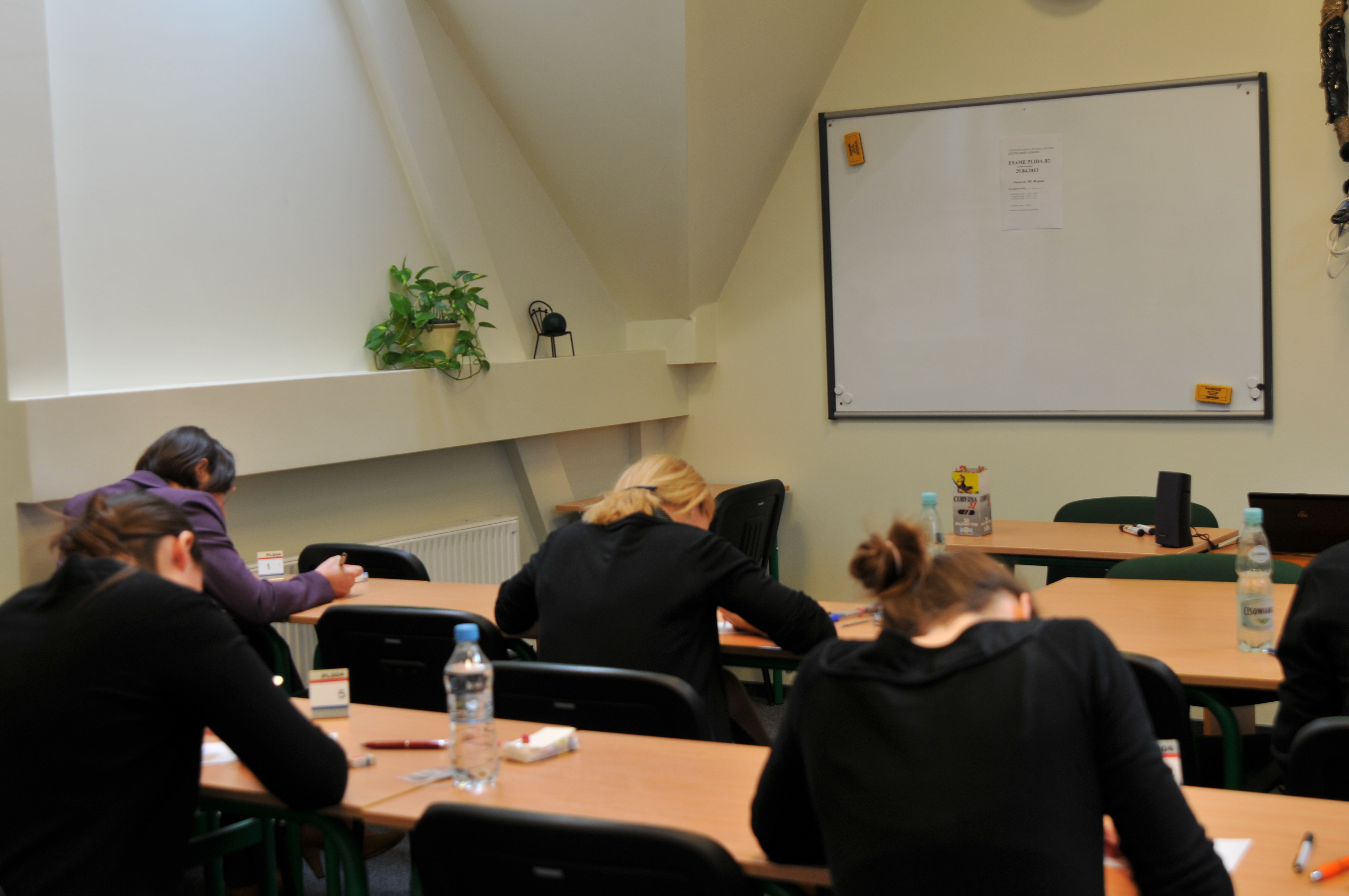
Egzamin PLIDA Stowarzyszenia Dante Alighieri, Komitetu Wrocławskiego

Projekt Języka Włoskiego Dante Alighieri, PLIDA (it. Progetto Lingua Italiana Dante Alighieri) to certyfikat językowy wydawany przez Stowarzyszenie Dante Alighieri, który potwierdza znajomość języka włoskiego. Certyfikat nadawany jest po zdaniu egzaminu i poświadcza kompetencje językowe w skali sześciu poziomów pokrywających się z kategoriami językowymi Europejskiego Systemu Opisu Kształcenia Językowego. 
O certyfikat mogą ubiegać się osoby dla których włoski nie jest językiem ojczystym. Certyfikat PLIDA jest uznawany w Polsce przez Ministerstwo Edukacji Narodowej i przez Ministerstwo Spraw Zagranicznych.

## Egzamin
Egzamin składa się z czterech części: słuchania, czytania, pisania i mówienia. Czas trwania każdej z nich zależy od poziomu egzaminu.
Wyniki podawane są w skali od 0 do 30 punktów, każda część egzaminu jest osobno oceniana. Aby zdać egzamin i otrzymać certyfikat, konieczne jest uzyskanie co najmniej 18/30 punktów z każdej z części. W przypadku uzyskania oceny niedostatecznej (17 punktów lub mniej) z jednej lub więcej części, można przystąpić do egzaminu ponownie. W tym przypadku uczestnik ma prawo poprawić część egzaminu, z której nie uzyskał 18 punktów. Ma na to czas do jednego roku.

## Poziomy
Poziomy egzaminu PLIDA są zgodne z poziomami egzaminu Europejskiego Systemu Opisu Kształcenia Językowego:
- A1 – umiejętność posługiwania się znanymi, codziennymi wyrażeniami i wymiany podstawowych informacji osobistych;
- A2 – umiejętność podtrzymywania prostych i rutynowych dialogów oraz wymiany informacji o bezpośrednim znaczeniu;
- B1 – umiejętność rozumienia tekstu pisanego lub mówionego na znane tematy oraz prowadzenia prostej rozmowy wyrażającej opinię na dany temat;
- B2 – znajomość języka na poziomie tradycyjnego kontekstu szkolnego, umiejętność uczęszczania na zajęcia na poziomie uniwersyteckim i pracy w działaniach wymagających kontaktu ze społeczeństwem przy jednoczesnej płynnej interakcji z rodzimymi użytkownikami języka włoskiego;
- C1 – doskonała znajomość języka włoskiego i kultury włoskiej oraz umiejętność wypowiadania się w dowolnym środowisku pracy (zawodowym, handlowym, przemysłowym i administracyjnym) oraz tworzenia i czytania długich i szczegółowych tekstów, również ze zrozumieniem ukrytych znaczeń;
- C2 – wysoka znajomość języka, użyteczna w każdym kontekście życia, porównywalna z poziomem osoby, która ukończyła studia w języku włoskim.